# Sulawesibiätare
Sulawesibiätare (Meropogon forsteni) är en fågel i familjen biätare inom ordningen praktfåglar.

## Utseende och läte
Sulawesibiätaren är en omisskännlig stor biätare med förlängda centrala stjärtpennor, grönt på rygg och övre stjärttäckarna samt karakteristiskt djupt lila på ansiktet och strupen, på den senare mer utbrett hos hanen än hos honan. Ungfågeln är grönare under, inte lika lila och saknar förlängda stjärtpennor. Lätet är ett ljust stigande "tsiyup".

## Utbredning och systematik
Fågeln är endemisk för fuktiga skogar på Sulawesi där den häckar upp till 2300 meters höjd. Den placeras enda art i släktet Meropogon.

## Levnadssätt
Sulawesibiätare ses i bergsbelägen skog, enstaka eller i par i både undervegetation och uppe i trädtopparna. Arten häckar i jordhålor som grävs ut i flodbanker.

## Status och hot
Arten har ett stort utbredningsområde, men tros minska i antal, dock inte tillräckligt kraftigt för att den ska betraktas som hotad. Internationella naturvårdsunionen IUCN listar arten som livskraftig (LC).

## Taxonomi och namn
Charles Lucien Bonaparte beskrev sulawesibiätaren 1850 och gav den artepitetet forsteni för att hedra Eltio Alegondas Forsten.